# Guild Wars: Eye of the North
Guild Wars: Eye of the North – pierwszy dodatek do gry MMORPG Guild Wars. Gracz do dyspozycji otrzymuje 150 nowych umiejętności, w tym 50 dostępnych wyłącznie w trybie PvE. W świecie gry pojawia się 10 nowych bohaterów. Dodatek udostępnia również Komnatę Chwały (ang. Hall of Monuments), w której gracze zapisują swoje osiągnięcia, potrzebne do odblokowania wyjątkowych umiejętności i broni w Guild Wars 2.

## Ścieżka dźwiękowa
Ścieżka dźwiękowa do gry została skomponowana przez Jeremy’ego Soule’a. Zawiera ona 33 utwory:
1. Beyond the Northern Wall – 2:56
2. Overture from Eye of the North – 2:20
3. Ballad of Ice and Snow – 4:39
4. Gwen's Theme – 1:13
5. The Scrying Pool – 1:04
6. Under the Dark Span (Asura Theme) – 1:25
7. Through the Asura Gates – 3:09
8. The Doomlore Flame – 4:49
9. March Through Norrhart – 2:01
10. Livia's Heart – 1:31
11. Kathandrax – 2:00
12. Memories of Ascalon – 1:05
13. Claiming Balthazar's Favor – 1:07
14. Horns of Gunnar's Hold – 5:01
15. Tome of Rubicon (Dwarf Theme) – 1:34
16. Darkness Beneath – 3:17
17. Lyssa's Dance – 1:02
18. The Shattering of the World (Destroyer Theme) – 1:56
19. Ogden Stonehealer – 1:03
20. Darkrime Delves – 2:02
21. Iron Footfalls – 2:37
22. Victory Banners – 1:24
23. A Storm Is Coming – Battle Depths – 2:40
24. Song of the Shiverpeaks (Norn Theme) – 2:07
25. Central Transfer Chamber – 1:05
26. The Primordial – 1:52
27. Live by the Sword (Svanir's Saga) – 1:59
28. The Great Bear's Roar – 2:16
29. Rise of the Destroyers – 3:10
30. Vanguard's Stand – 1:18
31. All Hail King Jalis – 1:08
32. The Sun Beyond the Peaks – 1:08
33. Legacy of the Gods – 1:28